# Il ratto dal serraglio
Il ratto dal serraglio (titolo originale Die Entführung aus dem Serail) K 384 è un Singspiel in tre atti musicato da Wolfgang Amadeus Mozart su libretto di Gottlieb Stephanie il giovane.
Il lavoro rappresenta un momento fondamentale non solo per il teatro musicale, ma soprattutto nell'evoluzione compositiva del musicista, è infatti la prima opera teatrale mozartiana veramente matura in cui la partitura e l'azione drammaturgica sono in perfetto accordo; l'autore è riuscito con la sua arte a coniugare puntualmente momenti di comicità con situazioni sentimentali e drammatiche, il tutto arricchito da aspetti di commedia screziata con quella "turcheria" di moda all'epoca.

## Storia
Nel 1781 Mozart si era stabilito definitivamente a Vienna; la capitale offriva molte risorse e il musicista era certo di poterne approfittare, anche se inizialmente le difficoltà erano tante e doveva sopravvivere dando lezioni private. In aprile Gottlieb Stephanie, commediografo noto a Vienna, aveva tratto un libretto per Il ratto dal serraglio a sua volta ripreso da analogo lavoro del 1781 di Christoph Friederich Bretzner (Belmont und Constanze, oder Die Entführung aus dem Serail), in seguito musicato da Johann André, e che prendeva spunto da numerose variazioni francesi, inglesi e italiane sul tema del Turco generoso. A giugno il conte Franz Xaver Wolf Rosemberg-Orsini, importante funzionario e direttore degli spettacoli di corte, che aveva conosciuto anni prima il compositore a Firenze, decise di interpellare Mozart per la realizzazione di un'opera in lingua tedesca. Il conte Rosenberg cercava di assecondare il desiderio dell'imperatore Giuseppe II che voleva che si realizzasse un singspiel in tedesco allo scopo di contribuire all'unificazione linguistica dell'impero.
Mozart venne a conoscenza del libretto di Bretzner tramite Stephanie, che glielo aveva proposto poiché considerava il testo alla moda e di sicuro riscontro economico; il commediografo non aveva però previsto che il musicista gli avrebbe richiesto una profonda revisione del lavoro, per attuare un'opera su un piano drammaturgico ben diverso dal tono leggero dell'originale. Il 30 luglio 1781 Mozart aveva avuto da Stephanie una prima parte del libretto e incominciò subito la stesura dell'opera; il 22 agosto aveva terminato il primo atto, ma dovette sospendere il lavoro perché il librettista non gli aveva ancora mandato il testo del secondo e del terzo atto. Il completamento dell'opera avvenne solo dopo circa un anno a causa dei ritardi dello scrittore che doveva star dietro alle numerose richieste del musicista; Mozart riuscì a finire solo nel maggio 1782.
L'opera fu rappresentata per la prima volta al Burgtheater di Vienna il 16 luglio 1782 con Caterina Cavalieri, Theresia Teyber, Valentin Adamberger, Joseph Johann Ernst Dauer, Johann Ignaz Ludwig Fischer e Dominik Jautz diretti dal compositore. L'opera fu accolta dal pubblico con molto favore, tanto che nel corso del 1782 fu replicata ben quindici volte. L'anno successivo Il ratto dal serraglio venne rappresentato in altre città fra cui Praga, Berlino e Mannheim.
L'imperatore invece non fu particolarmente entusiasta del lavoro di Mozart: trovava la musica prevalente sul canto e pensava che gli spettatori non seguissero così il testo; ricompensò comunque il musicista con una somma corrispondente alla metà di quella incassata a Monaco per l'Idomeneo.

## Cast della prima assoluta
| Personaggio | Tipologia vocale | Interpreti della prima 16 luglio 1782 (direttore Wolfgang Amadeus Mozart) |
| ----------- | ---------------- | ------------------------------------------------------------------------- |
| Belmonte    | tenore           | Valentin Adamberger                                                       |
| Konstanze   | soprano          | Caterina Cavalieri                                                        |
| Blonde      | soprano          | Theresia Teyber                                                           |
| Pedrillo    | tenore           | Johann Ernst Dauer                                                        |
| Osmin       | basso profondo   | Ludwig Fischer                                                            |
| Selim       | ruolo parlato    | Dominik Jautz                                                             |

## Trama

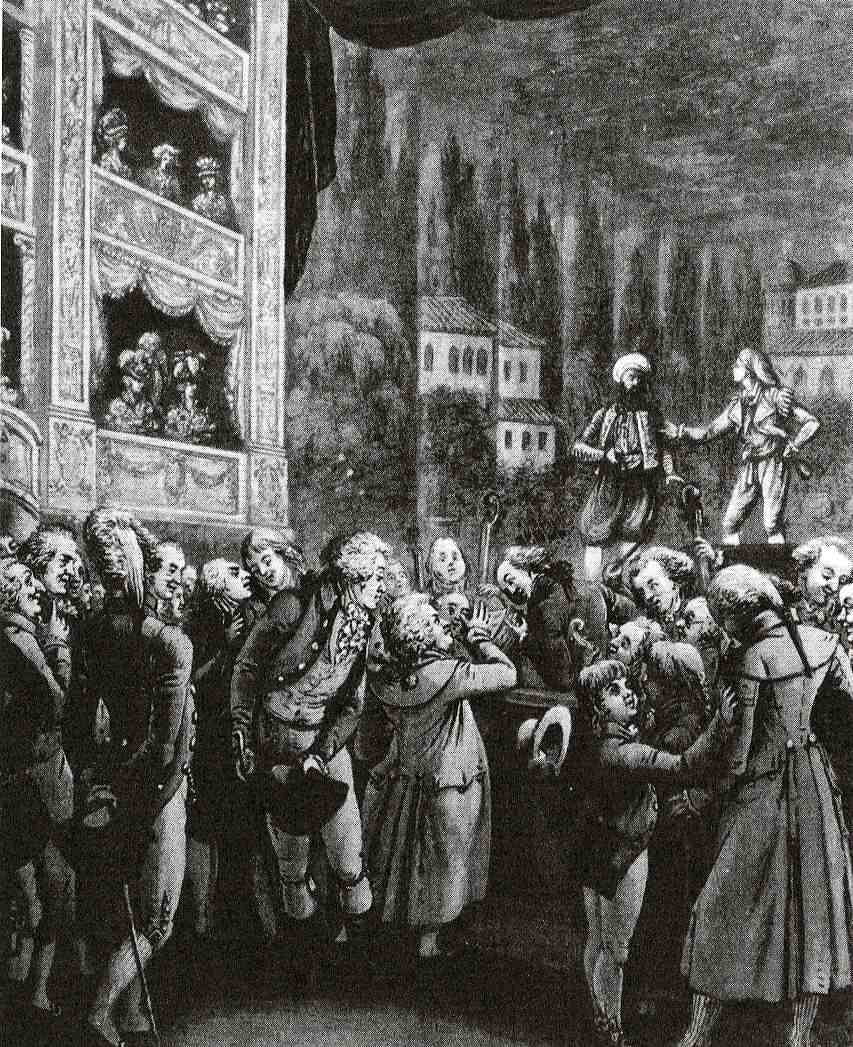
Mozart (al centro) sovrintende una rappresentazione a Berlino nel 1789

### Atto primo
Una piazza davanti al palazzo del Pascià Selim
Il giovane Belmonte, nobile spagnolo, è angosciato perché la sua fidanzata Konstanze, giovane e bella, è stata rapita dai pirati e venduta come schiava, insieme alla sua ancella inglese Blonde e all'innamorato di quest'ultima Pedrillo, al Pascià Selim che la tiene rinchiusa nel suo harem. Per questo Belmonte è venuto a cercarla in Turchia. All'entrata del palazzo di Selim egli si imbatte in Osmin, il burbero sorvegliante, che lo allontana malamente. Belmonte incontra Pedrillo, ora giardiniere al servizio del Pascià, che gli racconta come Konstanze sia diventata la favorita di Selim mentre la sua Blonde è stata offerta in dono a Osmin. All'arrivo di Selim e Konstanze, di ritorno da una gita in mare, Belmonte si nasconde. Konstanze è afflitta e Selim, per quanto rispettoso e amorevole, non riesce a guadagnare le sue grazie, ma dice che saprà aspettare; alle sue nuove insistenze Konstanze chiede la dilazione di un giorno per poter pensare. Allo scopo di introdurre Belmonte nel palazzo e mettere in atto un piano di fuga, Pedrillo lo presenta quindi al Pascià come un architetto desideroso di servirlo; Selim decide di metterlo alla prova e lo invita a entrare nella dimora. Osmin cerca di ostacolare Belmonte e Pedrillo, ma viene messo da parte.

### Atto secondo
Giardino del palazzo
L'atto si apre con Blonde che si lamenta del comportamento dei turchi ai quali vorrebbe dare alcune lezioni di galateo. Osmin, che arde di desiderio per Blonde senza essere corrisposto, intima alla giovane di stare lontano da Pedrillo, ma lei afferma di essere inglese e quindi "nata per la libertà": affronta con risolutezza l'uomo e lo minaccia. Osmin si allontana concludendo che se gli europei si fanno dominare dalle donne sono degli sciocchi. Sopraggiunge Konstanze sempre disperata per la perdita del fidanzato e Blonde cerca invano di consolarla. Il Pascià rinnova le sue profferte amorose e viene respinto, così passa alle minacce: Konstanze si dice allora pronta a subire torture di ogni genere, fino alla morte che sarà per lei una liberazione e afferma che non cederà mai alle richieste di Selim.
Mentre il Pascià medita sul coraggio della giovane, Pedrillo riesce a informare Blonde dell'arrivo di Belmonte e della fuga che è prevista per la notte stessa; Blonde è felice e corre ad avvisare Konstanze. Successivamente Pedrillo convince Osmin a infrangere il divieto islamico sull'alcol, riuscendo così a fargli bere del vino drogato; l'uomo, barcollando, si allontana. Giunge Belmonte che può finalmente incontrare Konstanze. Nel quartetto finale (Ach, Belmonte! Ach, mein Leben!) Belmonte e Pedrillo informano le due ragazze che verranno a salvarle a mezzanotte, non senza assicurarsi della loro fedeltà e dei loro sentimenti, fatto questo che provoca una reazione delle due, con Blonde che addirittura schiaffeggia Pedrillo. Fugato ogni dubbio, segue la riconciliazione e i quattro si preparano a fuggire.

### Atto terzo
Piazza davanti al palazzo e quindi appartamenti di Selim
Ogni cosa è pronta per la fuga; per simulare la normalità del momento Belmonte canta una canzone d'amore (Ich baue ganz auf deine Stärke). Giunta l'ora, Pedrillo, accompagnandosi con il mandolino, canta una romanza, In Mohrenland gefangen war: è il segnale per la fuga. I due uomini appoggiano una scala al muro e Belmonte sale nell'appartamento di Konstanze aiutandola a scendere; Pedrillo a sua volta tenta di portare in salvo Blonde, ma in quell'istante Osmin, ripresosi dall'ubriacatura, esce e si accorge della scala. I fuggitivi vengono catturati e condotti in catene davanti a Selim, mentre Osmin annuncia con gioia terribili supplizi. Davanti a Selim, Belmonte rivela la sua vera identità, scoprendo così che è figlio del comandante di Orano, il peggior nemico del Pascià; per i giovani si prospetta una morte terribile. Belmonte e Konstanze si dolgono della fine, ma concludono che almeno potranno morire insieme. Inaspettatamente la sorpresa: Selim dà prova di grande magnanimità, non vuole abbassarsi al livello del suo nemico e rinuncia alla vendetta liberando le due coppie che possono così ritornare a casa; tutti gioiscono tranne Osmin che si ritira rosso dalla rabbia.

## Organico orchestrale
La partitura di Mozart prevede l'utilizzo di:
- Flauto piccolo, due flauti, due oboi, due clarinetti, due corni di bassetto (nel solo n.10), due fagotti
- due corni, due trombe
- timpani, tamburo tedesco, triangoli, piatti, tamburo grande (tamburo turco)
- archi

La parte del flauto piccolo è scritta per uno strumento simile a un flauto dolce in Sol, ma spesso viene eseguita da un ottavino anche se questo è uno strumento dal registro più acuto.

## Struttura dell'opera

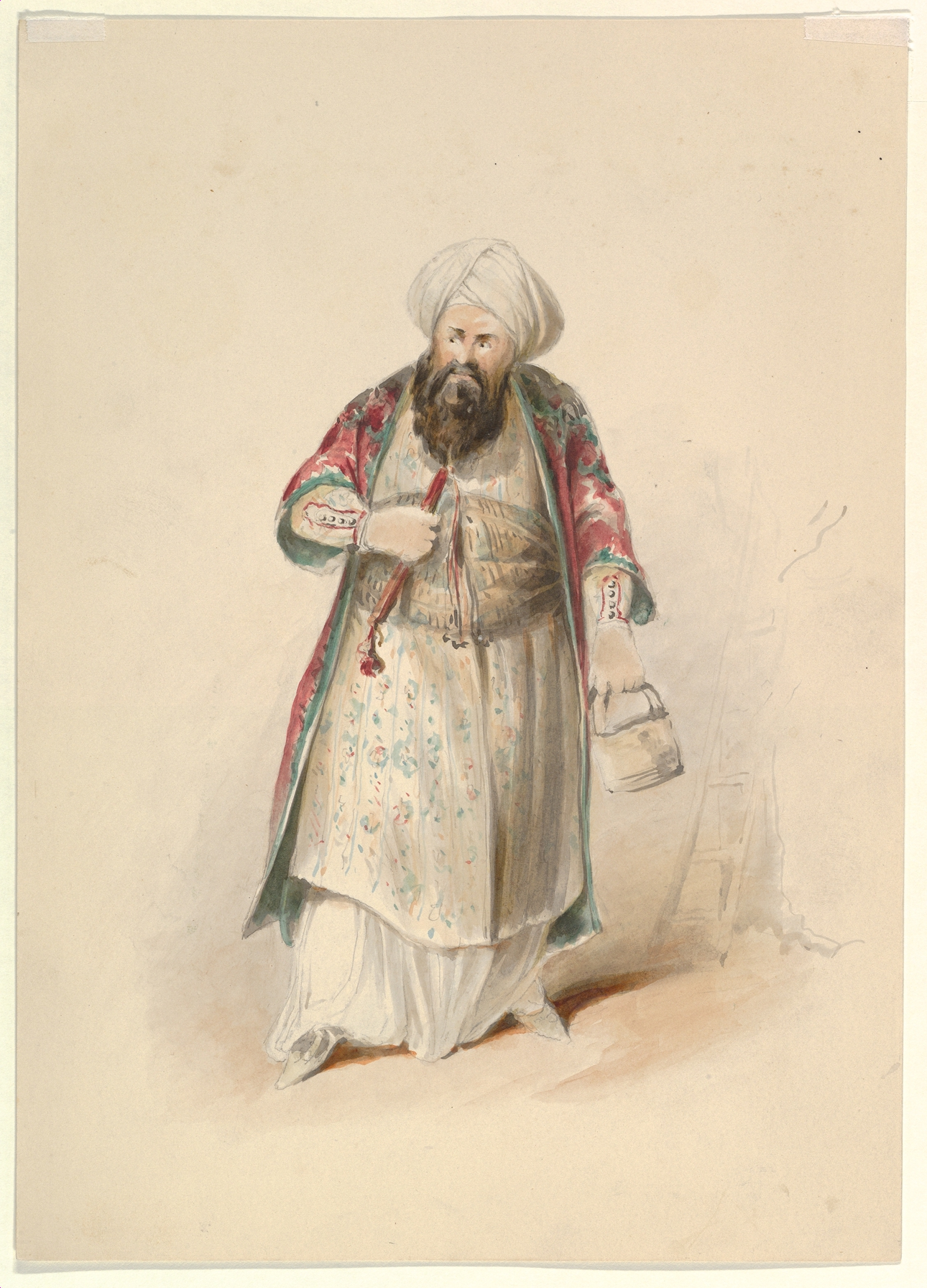
Christof Fries. Schizzo per il costume di Osmin

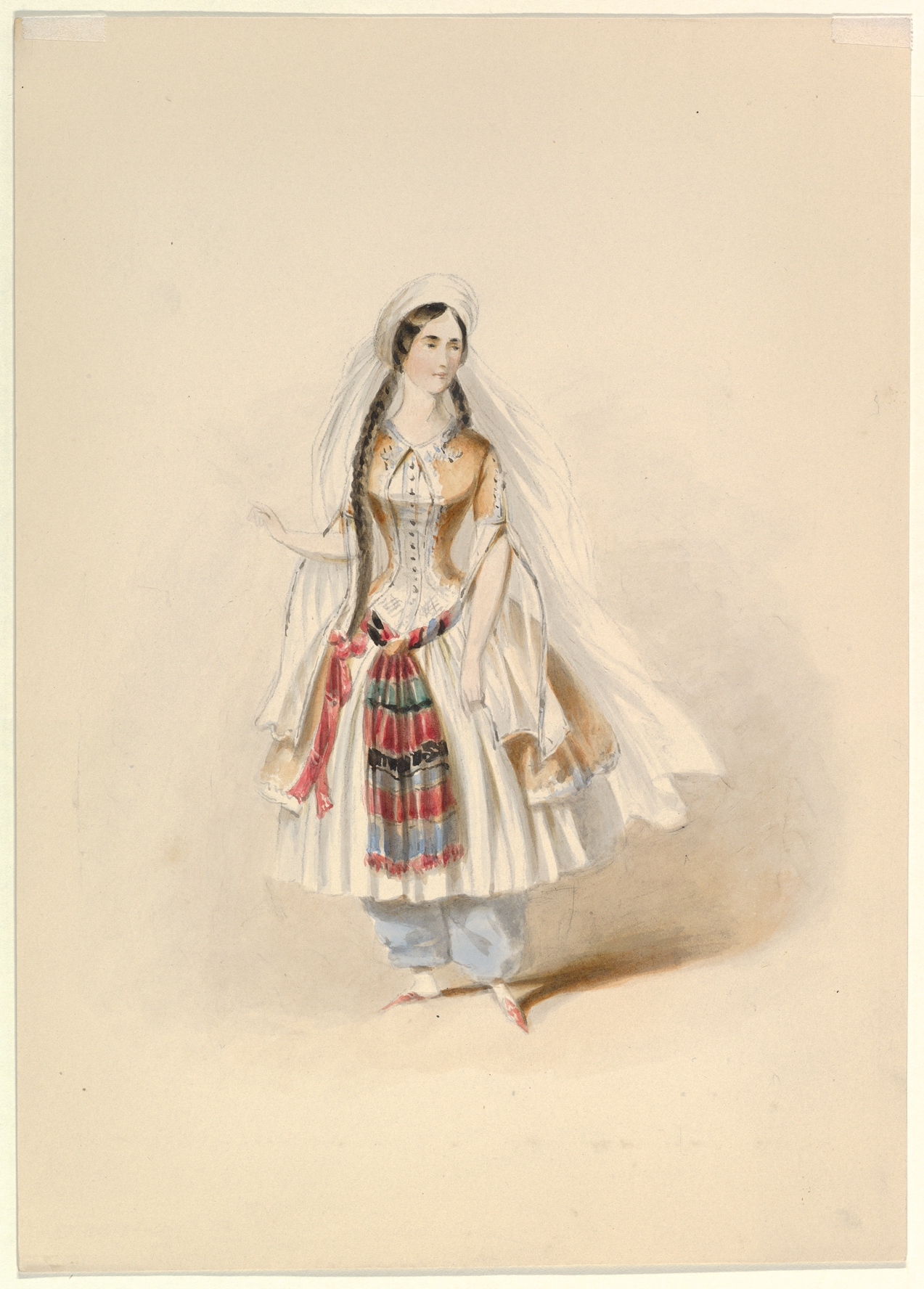
Schizzo per il costume di Blonde

### Atto primo
- Ouverture
- N. 1 Aria Hier soll ich dich denn sehen, Konstanze! (Belmonte)
- N. 2 Lied e Duetto Wer ein Leibchen hat gefunden - Verwünscht seist du samt deinem Liede! (Osmin)
- N. 3 Aria Solche hergelauf'ne Laffen (Osmin)
- N. 4 Recitativo e Aria Konstanze, dich wiederzusehen! - O wie ängstlich, o wie feurig klopft mein liebevolles Herz (Belmonte)
- N. 5 Coro dei giannizzeri Singt dem grossen Bassa Lieder
- N. 6 Aria Ach ich liebte, war so Glücklich (Konstanze)
- N. 7 Terzetto Marsch, marsch, marsch! Trollt euch fort! (Belmonte, Pedrillo, Osmin)

### Atto secondo
- N. 8 Aria Durch Zärtlichkeit und Schmeicheln (Blonde)
- N. 9 Duetto Ich gehe, doch rate ich dir (Blonde, Osmin)
- N. 10 Recitativo e aria Welcher Wechsel herrscht in meiner Seele - Traurigkeit ward mir zum Lose (Konstanze)
- N. 11 Aria Martern aller Arten (Konstanze)
- N. 12 Aria Welche Wonne, welche Lust (Blonde)
- N. 13 Aria Frisch zum Kampfe! Frisch zum Streite! (Pedrillo)
- N. 14 Duetto Vivat Bacchus! Bacchus lebe! (Pedrillo, Osmin)
- N. 15 Aria Wenn der Freude Tränen fliessen (Belmonte)
- N. 16 Quartetto Ach, Belmonte! Ach, mein Leben! (Konstanze, Blonde, Belmonte, Pedrillo)

### Atto terzo
- N. 17 Aria Ich baue ganz auf deine Stärke (Belmonte)
- N. 18 Romanza In Mohrenland gefangen war (Pedrillo)
- N. 19 Aria O, wie will ich triumphieren (Osmin)
- N. 20 Recitativo e Duetto Welch ein Geschick! O Qual der Seele! - Meinetwegen sollst du sterben! (Konstanze, Belmonte)
- N. 21a Vaudeville Nie werd' ich deine Huld verkennen (Konstanze, Blonde, Belmonte, Pedrillo, Osmin)
- N. 21b Coro dei giannizzeri Bassa Selim lebe lange!

## Analisi
Nel settecento il soggetto teatrale di ambientazione turca era diventato di moda in Europa per molte rappresentazioni; dopo l'allontanamento di ogni pericolo ottomano, da tempo in teatro gli autori si erano vendicati dell'antico nemico presentandolo come barbaro e selvaggio. Poco alla volta però all'antipatia si era sostituita una nuova considerazione che vedeva il pericoloso turco dotato di umanità e generosità, secondo le nuove linee della filosofia illuminista. Mozart, dopo essersi avvicinato all'argomento turco con il singspiel incompiuto Zaide, prende parte alle inclinazioni del tempo utilizzando il testo di Bretzner rielaborato da Stephanie, creando un capolavoro teatrale.
In realtà di vera musica "turca" nell'opera se ne trova ben poca; Mozart ha ripreso melodie popolari più che altro delle regioni della Moldavia e della Valacchia, rivisitate e integrate con l'intervento di percussioni tipiche utilizzate dai soldati turchi, adattandole alla sua partitura e occidentalizzando alcune particolarità musicali impiegate dalle bande dei giannizzeri. Anche gli stereotipi relativi alla cultura e all'ambiente turco nell'opera di Mozart vengono modificati; se il personaggio di Osmin riflette ancora una personalità truce e sinistra, è al tempo stesso comica; il Pascià non è più un capo dispotico, ma si mostra dotato di generosità, capace di un atto magnanimo.
L'opera è un Singspiel e come tale alterna parti recitate a parti cantate, non prevede dunque recitativi come nell'opera italiana. Il Ratto dal serraglio ebbe un'ottima riuscita anche grazie agli esecutori che Mozart ebbe a disposizione; la difficilissima parte di Konstanze trovò l'interprete ideale in Caterina Cavalieri, soprano di coloratura di grandi capacità, mentre il personaggio di Osmin fu costruito proprio per Fischer che il compositore riteneva avesse una notevole voce di basso. Poiché il Pascià ha soltanto un ruolo recitato, chi si contrappone vocalmente alla coppia Konstanze e Belmonte è Osmin, il cui personaggio deriva dall'opera buffa italiana; per la sua originalità e per la parte vocale decisamente innovativa è la figura più riuscita e più interessante dell'opera.
L'Ouverture, in Do maggiore, con un'indicazione di presto presenta due temi a cui segue un andante, in Do minore, che anticipa il tema del primo atto. L'orchestrazione è di notevole importanza poiché con strumenti tipici quali il flauto piccolo, tamburo turco, piatti e triangolo, Mozart connota di colorito "turco" la pagina, aiutato anche dalla linea melodica piegata ad audaci modulazioni.
Rispetto ai pezzi concertati presenti in opere precedenti, Il ratto dal serraglio annovera invece molte arie solistiche che danno vita a una serie di interventi di grande intensità drammatica. Belmonte, ad esempio, inizia con un'aria (Hier soll ich dich denn sehen, Konstanze!) che deriva dalla tradizione operistica italiana e che descrive, con grande ricchezza e intensità sinfonica, il turbamento del giovane per l'incontro con Konstanze. Tutti i diversi stati d'animo dei personaggi sono evidenziati con precisione da un corrispondente orchestrale, dal crescendo dei violini che sottolinea "il petto palpitante d'amore" di Belmonte, o dalla calda tonalità del timbro dei fiati a rimarcare momenti di intenso sentimento.
Il personaggio di Konstanze incarna la parte più "seria" dell'opera. La sua caratteristica eroica è ben espressa soprattutto nelle due arie del secondo atto a lei affidate; in Traurigheit ward mir zum Lose, dove gli aspetti del virtuosismo si uniscono a modalità tipiche del lied, la drammaticità è accentuata dalla cupa tonalità di Sol minore; nell'aria seguente, Martern aller Arten, Mozart raggiunge vertici di grande musicalità realizzando una pagina di grande esempio di vocalità belcantistica. L'aria, di notevole impegno vocale, è ampiamente supportata dalla parte orchestrale con la presenza anche di quattro strumenti solisti che dialogano con la voce. La figura di Osmin, al contrario, deriva dall'opera buffa e, nonostante il suo personaggio sia brutale e violento, ha una vera caratterizzazione comica, accentuata da quell'elemento folcloristico che è la musica di derivazione "turca". L'aria del terzo atto, Ha, wie will ich triumphieren, il basso è impegnato in una parte impervia dove, per caratterizzare la goffaggine del personaggio, affronta discese di note fino al Re grave per poi soffermarsi su un La interminabile. Ancora Osmin avrà una parte predominante nel finale dell'opera, dove, alla maniera dell'opéra-comique, il quintetto dei protagonisti si esibisce in un brano nella forma del vaudeville.

## Discografia (selezione)
- 1965 - Eugen Jochum, (direttore), coro e orchestra dell'Opera di Stato della Baviera - Erika Köth (Konstanze), Lotte Schädle (Blonde), Fritz Wunderlich (Belmonte), Friedrich Lenz (Pedrillo), Kurt Böhme (Osmin) - DG
- 1966 - Josef Krips, coro della Wiener Staatsoper, Wiener Philharmoniker - Anneliese Rothenberger, Reri Grist, Fritz Wunderlich, Gerhard Unger, Fernando Corena - EMI
- 1980 (DVD) - Karl Böhm, coro e orchestra dell'Opera di Stato Bavarese - Edita Gruberová, Reri Grist, Francisco Araiza, Norbert Orth, Martti Talvela, regia August Everding - DG
- 1984-85 - Georg Solti, coro della Staatsoper di Vienna, orchestra filarmonica di Vienna - Edita Gruberová, Kathleen Battle, Gösta Winbergh, Heinz Zednik, Martti Talvela - Decca
- 1990 - Christopher Hogwood, coro e orchestra dell'Academy of Ancient Music - Lynne Dawson, Marianne Hirsti, Uwe Heilmann, Wilfried Gahmlich, Günther von Kannen - L'Oiseau-Lyre
- 1997 - William Christie, coro e orchestra Les Arts Florissants - Christine Schäfer, Patricia Petibon, Ian Bostridge, Iain Paton, Alan Ewing - Erato
- 1999 - Charles Mackerras, coro e orchestra Scottish Chamber Orchestra - Yelda Kodalli, Paul Groves, Desirée Rancatore, Lynton Atkinson, Peter Rose, Oliver Tobias - Brilliant Classics
- 2014 - (Live, Baden-Baden) - Yannick Nézet-Séguin, Chamber Orchestra of Europe - Rolando Villazón, Diana Damrau - Deutsche Grammophon